# Wat Lokaya Suttha
Wat Lokaya Sutha (tiếng Thái: วัดโลกยสุธาราม, phiên âm: Vát Lo-ca-da Xu-tha-lam) là một ngôi đền nằm trong quần thể di tích Công viên lịch sử Ayutthaya, thuộc thành phố Ayutthaya – thủ phủ của tỉnh lỵ Ayutthaya. Ngôi đền này được xem là nơi linh thiêng của người hành hương vì nó rất nổi tiếng với bức tượng Phật nằm, được xem là bức tượng Phật may mắn còn nguyên vẹn so với các di tích khác trong toàn thể khu di tích Ayutthaya.
Khu vực này có tổng cộng 3 di tích:
- Wat Lokaya Suttha
- Wat Worapoh (วัดวรโพธิ์)
- Wat Worachettharam (วัดวรเชษฐาราม)

## Vị trí

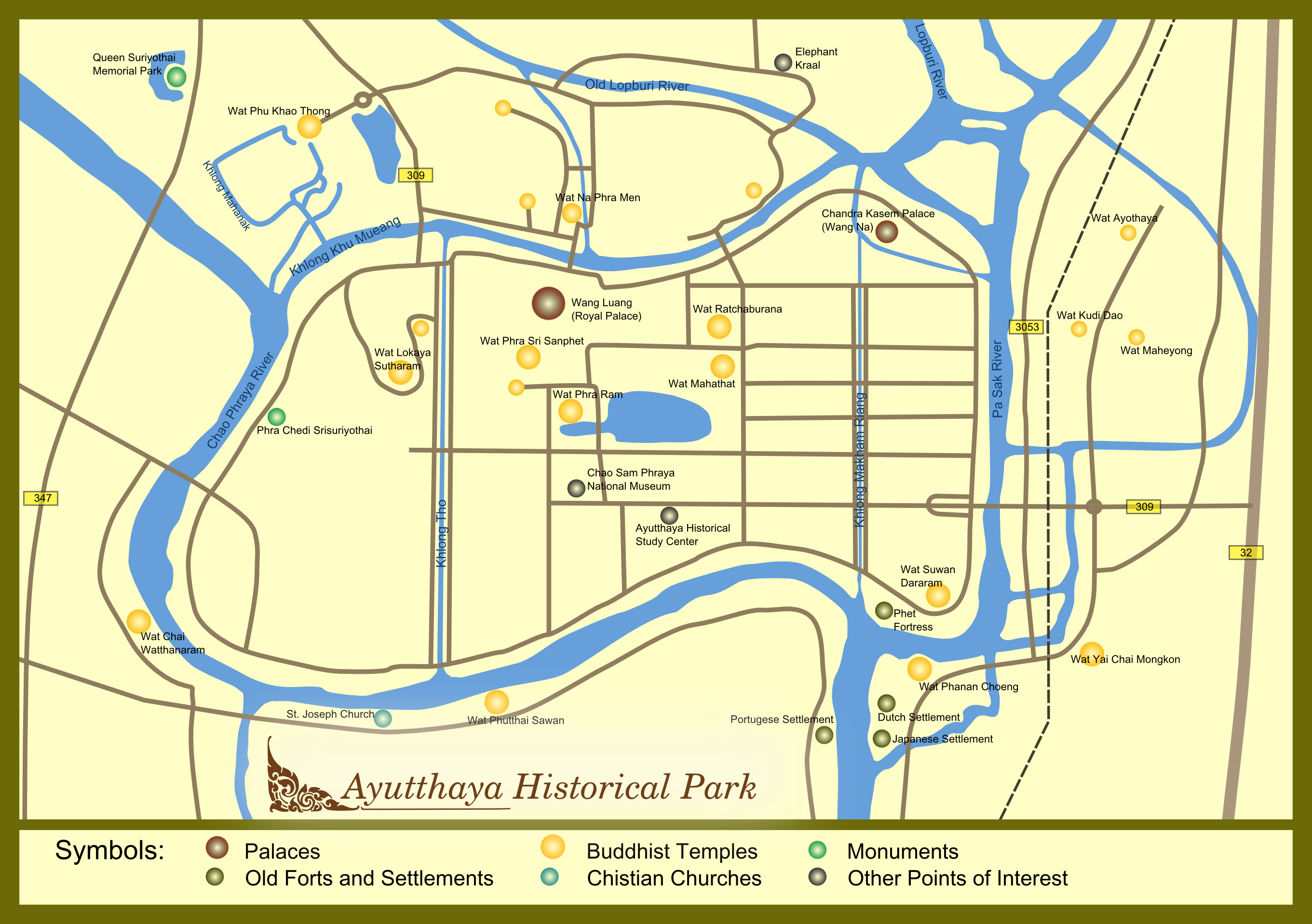
Bản đồ vị trí Wat Lokaya Sutha

Đền nằm trên diện tích rộng lớn được bao bọc bởi 3 dòng sông Chao Phraya, sông Khlong Khu Mueang, và con kênh Khlong Tho. Gần cạnh ngôi chùa còn có 2 di tích khác nữa đó chính là Wat Worapoh và Wat Worachettharam, nhưng trong số 3 ngôi đền này, du khách chỉ tham quan Wat Lokaya mà thôi, vì hai ngôi đền kia hầu như bị phá hủy hoàn toàn bao quanh là cây táo dại phủ đầy.

## Miêu tả

### Wat Lokaya Suttha
Bức tượng Phật nằm khổng lồ được xem là di tích quan trọng nhất trong hầu hết di tích ở chùa. Bức tượng nghiêng đầu trên tòa sen, mặt hướng về phía đông, hai bàn chân chồng khít lên nhau với những ngón chân cân đối. Bức tượng được mặc áo cà sa vàng rực, cao 8 m và dài khoảng 29m, làm bằng xi măng, phủ thạch cao và một số chỗ được người sùng đạo sơn son thếp vàng bằng những miếng mạ lá mỏng dính và nhỏ xíu. Nhiều người dân Thái Lan bày tỏ đức tin bằng việc dán tấm vàng lá lên các bức tượng Phật, tin sẽ được Đức Phật phù hộ và che chở.

### Wat Worapoh

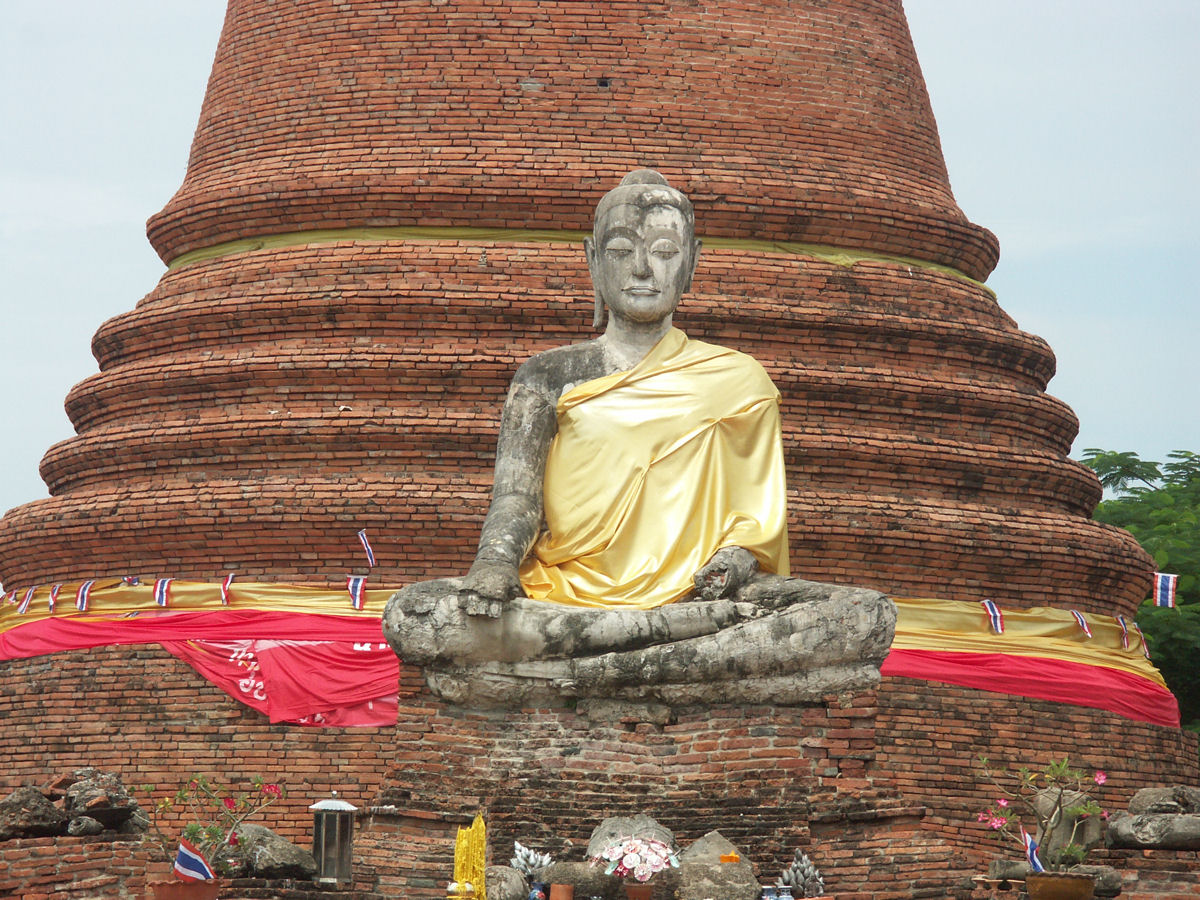
Wat Worrachettaram

Gần cạnh tượng Phật nằm là Wat Worapoh, ngôi chùa chỉ còn là tàn tích với một ngôi mộ tháp có bề mặt kiến trúc hình răng cưa lồi lõm. Tương truyền đây là nơi có dấu chân Phật Thích Ca, tuy nhiên ngày nay không còn bất kỳ một dấu vết nào và người ta cũng không rõ thời điểm xây dựng ngôi mộ tháp.